# Tubarão-balão-do-Pacífico
O tubarão-balão-do-Pacífico (Cephaloscyllium ventriosum) é um tubarão-gato da família Scyliorhinidae. É encontrado no leste tropical e subtropical do Oceano Pacífico, entre o centro da Califórnia e o sul do México, com uma população adicional ao largo da costa do Chile. Como defesa, o tubarão-balão-do-Pacífico é capaz de se expandir até aproximadamente o dobro de seu tamanho normal ao engolir água.

## Taxonomia
Quando foi descoberto em 1880, o tubarão-balão-do-Pacífico foi descrito inicialmente como Scyllium ventriosum, mas depois foi alterado para Cephaloscyllium ventriosum. O nome do gênero vem da palavra grega kephale, que significa “cabeça”, e skylla, que significa um certo tipo de tubarão. O nome da espécie vem da palavra em latim ventrĭōsus, que significa “barriga grande”. O nome da espécie se refere à sua capacidade de aumentar de tamanho ao ingerir água.

## Distribuição e habitat
O tubarão-balão-do-Pacífico é encontrado no leste do Oceano Pacífico, desde a costa central da Califórnia até o sul do México. Há uma população adicional na costa do Chile. Ele pode ser encontrado entre as profundidades de 5 e 457 m, mas é mais comum entre 5 e 37 m.
Eles são frequentemente encontrados em fundos rochosos cobertos de algas, onde se escondem em fendas durante o dia.

## Descrição
Eles normalmente têm cerca de 90 cm de comprimento, com comprimento máximo de 110 cm. Eles têm cabeças planas e largas com grandes olhos dourados que têm pálpebras nictitantes. Os tubarões-balão-do-Pacífico têm coloração marrom-amarelada, com manchas marrons e brancas. As manchas cobrem a parte inferior, mas não estão presentes nas nadadeiras. Normalmente, os tubarões mais jovens são mais claros do que os adultos. As brânquias de um tubarão-balão-do-Pacífico são geralmente muito pequenas e apertadas.

Todo tubarão-balão-do-Pacífico tem cerca de 55 a 60 dentes. Os dentes normalmente têm três cúspides lisas, mas podem ter até cinco cúspides. A cúspide do meio é a mais longa.

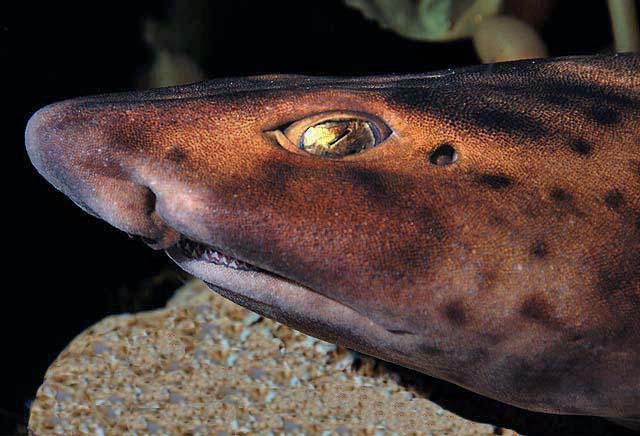
Cabeça
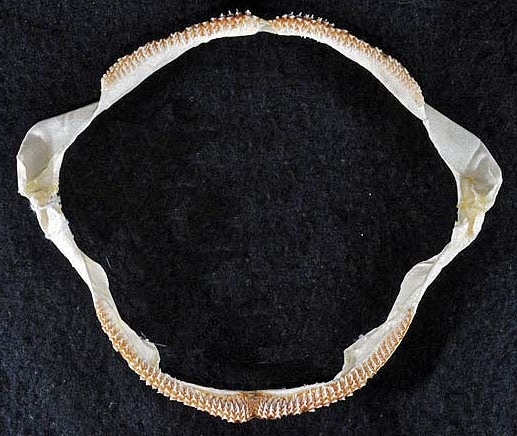
Mandíbula
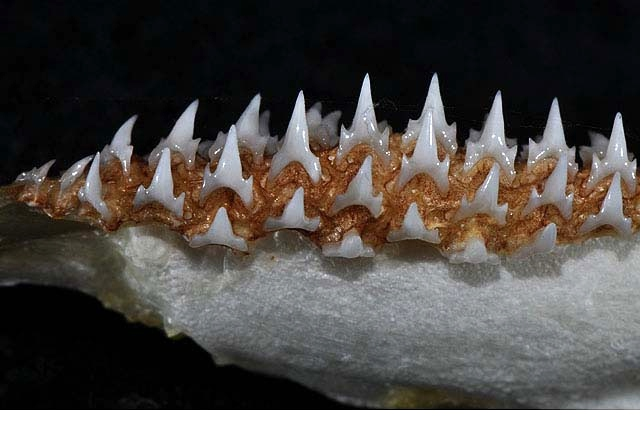
Dentes inferiores
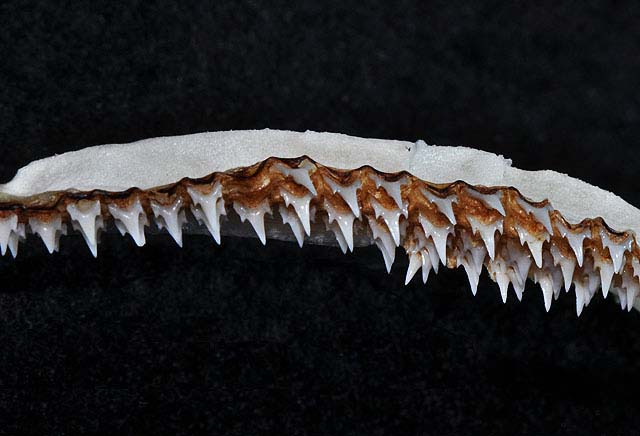
Dentes superiores

## Ecologia
Os tubarões-balão-do-Pacífico são noturnos e dormem em fendas de rochas durante o dia, onde sua aparência permite que sejam camuflados. Eles são muito sociáveis e são comumente vistos dormindo ao lado ou em cima de outros tubarões.

### Reprodução

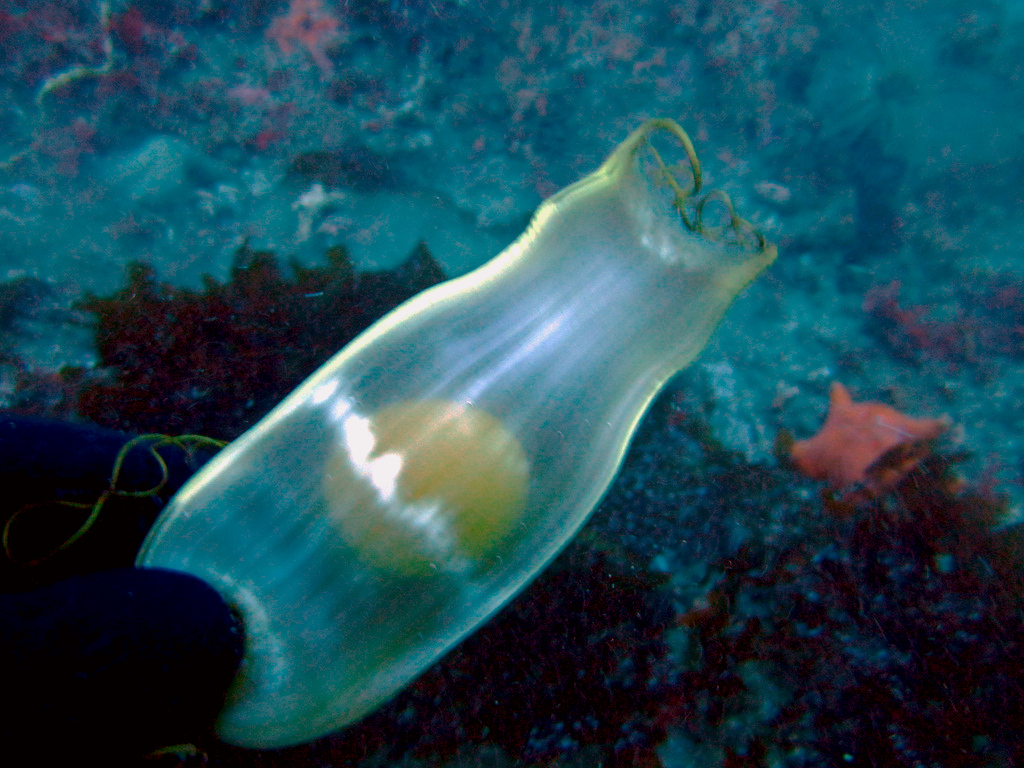
Estrutura de proteção dos ovos com vitelo

O tubarão-balão-do-Pacífico é ovíparo e põe dois ovos achatados de cor verde ou âmbar por vez. A fertilização ocorre internamente. As estruturas de proteção dos ovos ficam presas às algas ou ao recife com gavinhas. Sugeriu-se que o comprimento das gavinhas depende da quantidade de ondas a que a região está sujeita. Depois de produzir a estrutura de proteção dos ovos, não há cuidados parentais. A estrutura de proteção dos ovos que contém o embrião tem aproximadamente 2,5 cm–5,1 cm por 7,6 cm–13 cm. Os embriões se alimentam apenas de vitelo antes de eclodir. O tempo de gestação depende da temperatura da água, mas normalmente é de 9 a 12 meses. Os filhotes têm uma fileira dupla de dentículos dérmicos aumentados para ajudá-los a sair da estrutura de proteção dos ovos. Após a eclosão, o filhote tem aproximadamente 15 cm de comprimento e é totalmente autossuficiente.

### Dieta

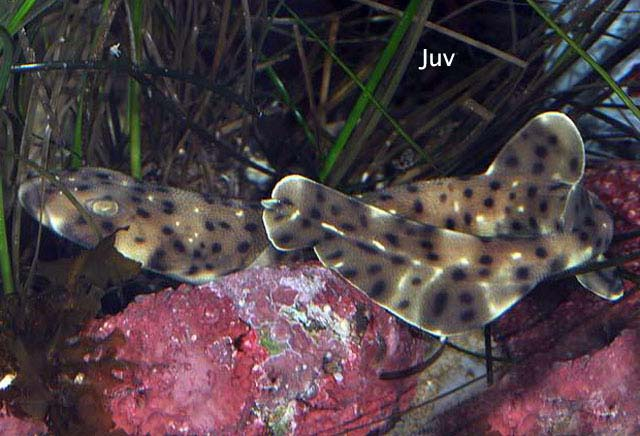
Tubarão-balão-do-Pacífico filhote se curvando em forma de U

Os tubarões-balão-do-Pacífico caçam peixes ósseos, moluscos e crustáceos à noite. Eles comem presas vivas ou mortas. Eles se alimentam sugando a presa para dentro da boca ou aguardando imóveis no fundo do mar com a boca aberta, esperando encontrar uma presa. Os tubarões-balão-do-Pacífico também são conhecidos por procurar comida em armadilhas para lagostas.

### Defesa
Quando o tubarão se sente ameaçado, ele dobra o corpo em forma de U, agarra a barbatana caudal com a boca e suga a água. Isso faz com que o tubarão aumente de diâmetro e torna muito mais difícil para os predadores mordê-lo ou desalojá-lo. O tubarão-balão-do-Pacífico é capaz de inchar usando água ou ar que fica armazenado no estômago até ser liberado. Ao soltar o ar, o tubarão-balão-do-Pacífico emite um latido semelhante ao de um cachorro. Os tubarões-balão-do-Pacífico não são agressivos e são considerados inofensivos para os seres humanos.

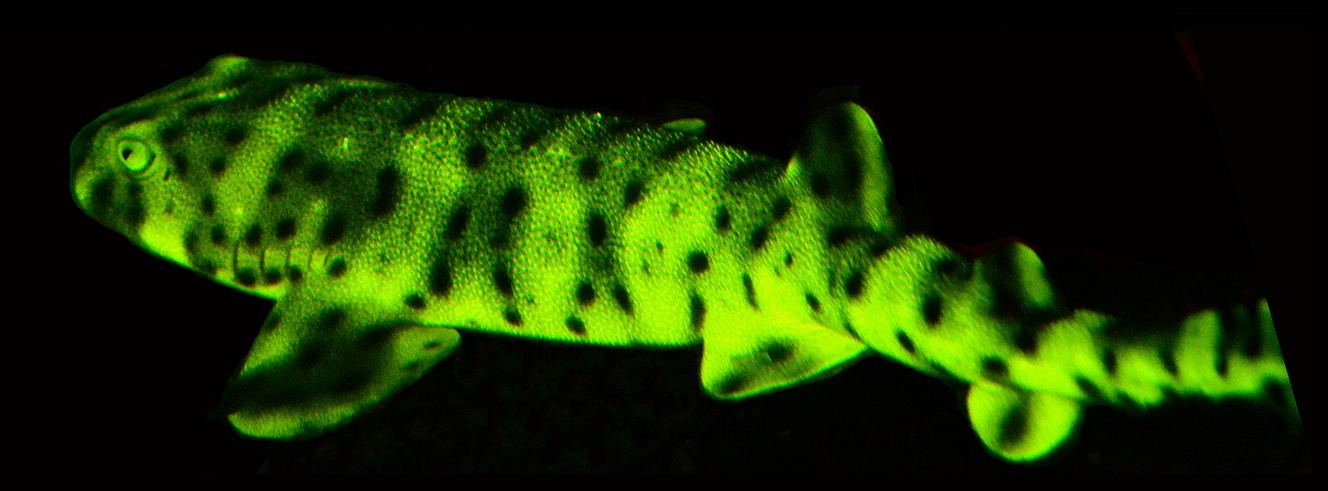
Biofluorescência do tubarão-balão-do-Pacífico

### Biofluorescência

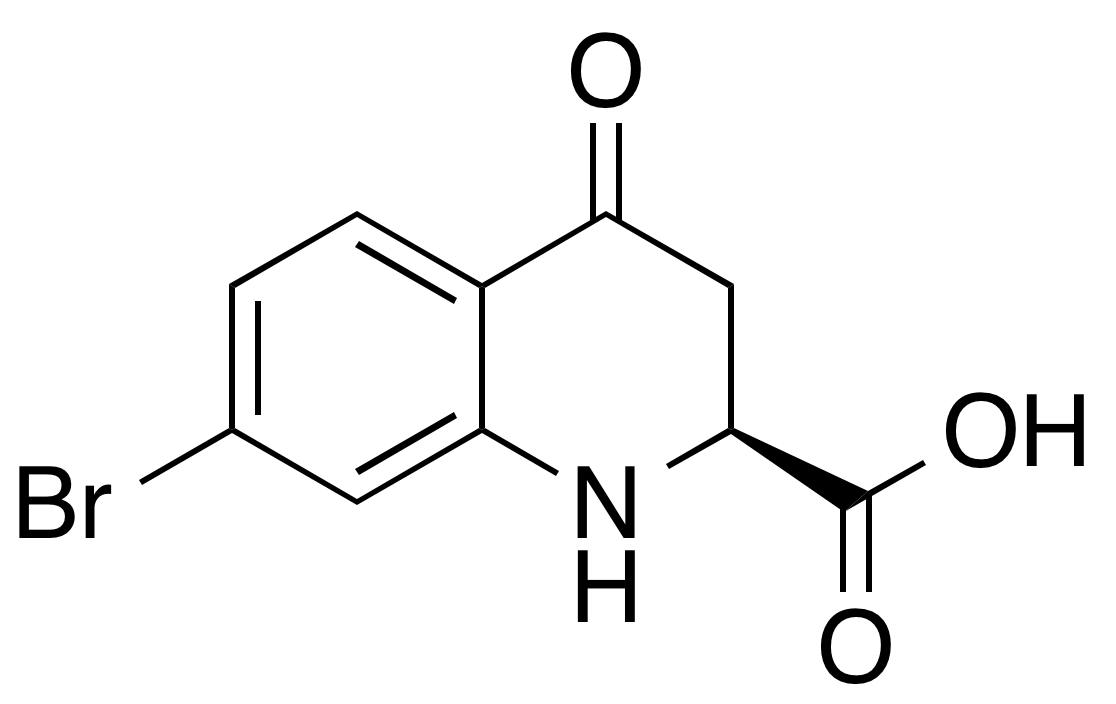
8-Bromo-quinurenina amarelo, um pigmento fluorescente encontrado na pele do tubarão-balão-do-Pacífico.

A biofluorescência do tubarão-balão-do-Pacífico foi relatada pela primeira vez em 2014. Os pesquisadores apresentaram padrões de emissão específicos para cada espécie, indicando que a biofluorescência pode funcionar na comunicação intraespecífica e auxiliar na camuflagem. Os principais pigmentos fluorescentes do tubarão-balão-do-Pacífico e do  tubarão-gato-elegante são um conjunto de compostos de quinurenina bromados que parecem ser sintetizados pela via da quinurenina a partir do 6-bromo-triptofano. A origem bioquímica do 6-bromo-triptofano nessas espécies não é conhecida.

## Status de conservação

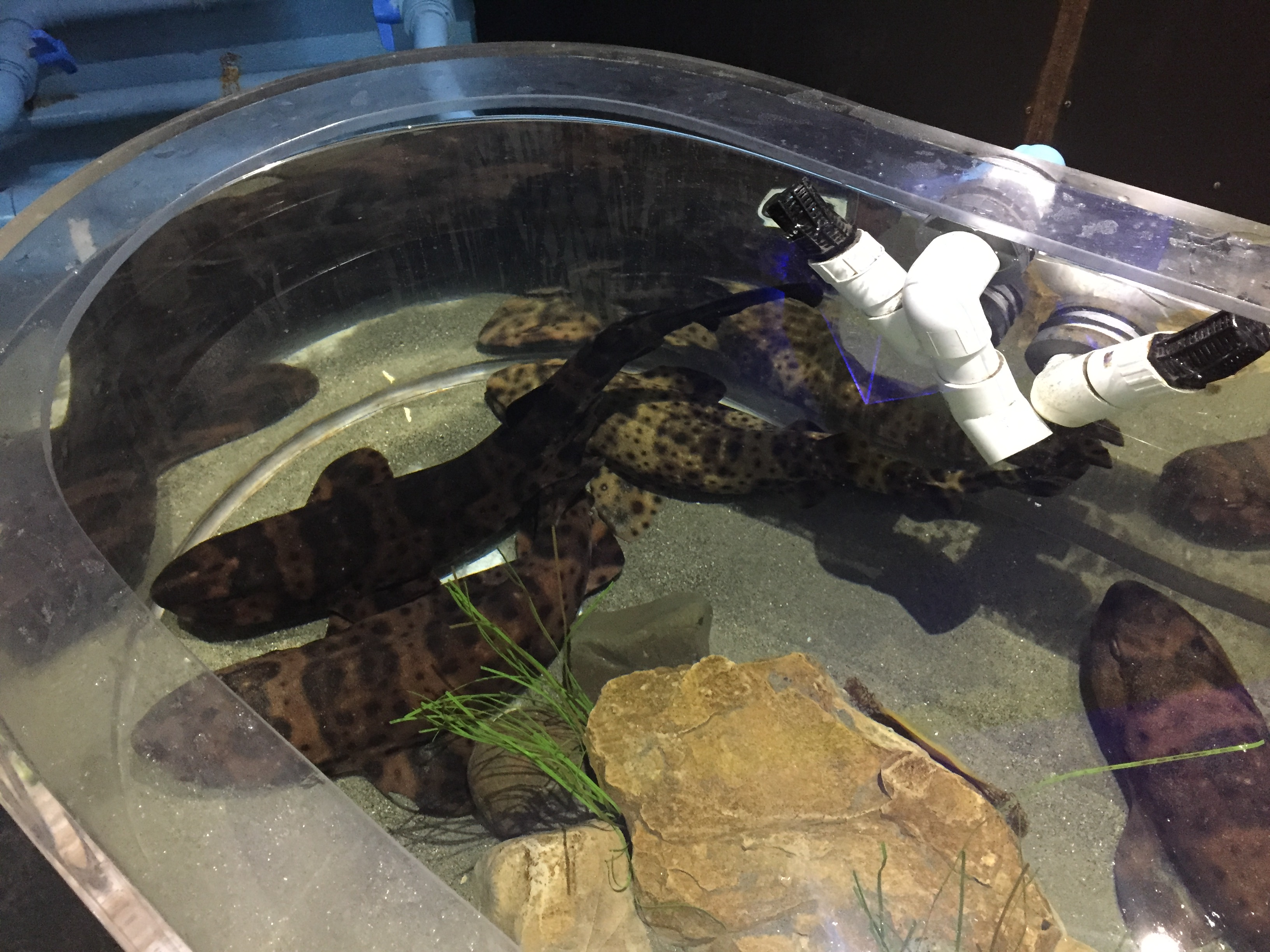
Tanque de tubarão-balão-do-Pacífico no Central Coast Aquarium em Avila Beach, Califórnia

Não há operações de pesca que tenham como alvo os tubarões-balão-do-Pacífico; no entanto, eles são ocasionalmente capturados como fauna acompanhante em armadilhas para lagostas e caranguejos, redes de emalhar e redes de arrasto. Os tubarões-balão-do-Pacífico não são normalmente consumidos por seres humanos devido à baixa qualidade da carne. Os tubarões-balão-do-Pacífico são comuns em aquários públicos, em parte devido à sua longevidade em cativeiro. A IUCN avaliou o tubarão-balão-do-Pacífico como “espécie pouco preocupante”.